# Škoda Citigo
El Škoda Citigo es un automóvil de turismo de segmento A, desarrollado con base en una plataforma mecánica; derivada de la usada en el VW Up! y el SEAT Mii, que salió al mercado en el año 2011.

## Historia

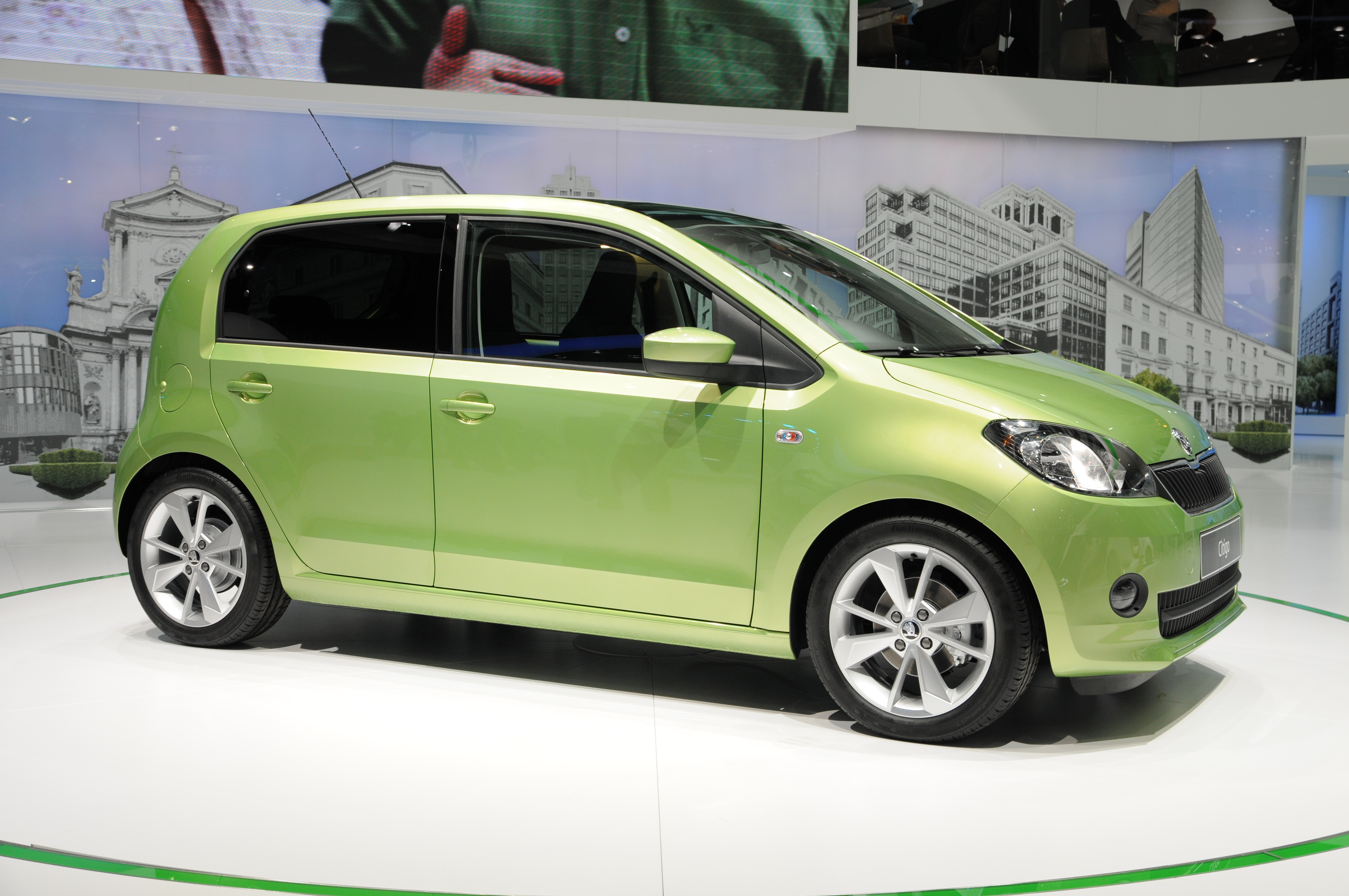
Škoda Citigo, Versión de 5 puertas.

El Škoda Citigo es el coche hermano de los modelos de la Nueva Familia Pequeña (New Small Family), un novedoso concepto desarrollado por el VW Group; de los que surgen éste, el SEAT Mii y el Volkswagen up!, los cuales generalmente comparten bastantes de sus elementos mecánicos. El Škoda Citigo se produce junto con sus modelos hermanos en la planta eslovaca de Škoda en Bratislava y en la planta de São José dos Pinhais, en el Edo. de Paraná, en Brasil.

## Características

### Seguridad
El coche tiene características de seguridad tales como airbags laterales, o un sistema de City Safe Drive, que avisa al conductor de ser necesario; y acciona el sistema de frenado, para su detención frente a obstáculos que de acercarse, le permitan una detención casi que inmediata (reduce su velocidad hasta los 30 kilómetros por hora (19 mph)

### Motorizaciones
| Versión                                                | 1.0 MPI                                                                                | 1.0 MPI                                                                                | 1.0 CNG                              |
| ------------------------------------------------------ | -------------------------------------------------------------------------------------- | -------------------------------------------------------------------------------------- | ------------------------------------ |
| Tipo de motor                                          | Motor a Gasolina con Sistema de inyección electrónica                                  | Motor a Gasolina con Sistema de inyección electrónica                                  | Motores a Gas Natural Vehicular(GNV) |
| Número de pistones/válvulas                            | 3/12                                                                                   | 3/12                                                                                   | 3/12                                 |
| Cilindrada (en cm³)                                    | 999                                                                                    | 999                                                                                    | 999                                  |
| Potencia máxima, estimada en kW/PS; a 1/min            | 44 (60)/5000                                                                           | 55 (75)/6200                                                                           | 50 (68)/6200                         |
| Torque máximo, en Nm; a 1/min                          | 95/3000-4300                                                                           | 95/3000-4300                                                                           | 90/3000                              |
| Transmisión                                            | Caja de marchas manual/Caja de marchas automática                                      | Caja de marchas manual/Caja de marchas automática                                      | Caja de marchas manual               |
| Velocidad máxima, km/h                                 | 160 (161 en la versión con caja automática)                                            | 171 (172 en la versión con caja automática)                                            | 164                                  |
| Aceleración de 0–100 km/h, s                           | 14,4 (15,3 en la versión con caja automática)                                          | 13,2 (13,9 en la versión con caja automática)                                          | 16,3                                 |
| Consumo de combustible/rendimiento, en litros/100 km   | 4,5 (4,4 en la versión con caja automática, 4,1 en la versión con sistemas "GreenTec") | 4,7 (4,5 en la versión con caja automática, 4,2 en la versión con sistemas "GreenTec") | 4,4 kg CNG                           |
| Emisión de CO2, g/km                                   | 105 (103 en la versión con caja automática, 95 en la versión con sistemas "GreenTec".) | 108 (105 en la versión con caja automática, 98 en la versión con sistemas "GreenTec")  | 99                                   |
| Norma de Emisión de CO2 bajo la clasificación de la UE | Euro 5                                                                                 | Euro 5                                                                                 | Euro 5                               |

Para el año 2014 habrá una versión del coche con motorización eléctrica.

### Citigo iV (eléctrico)

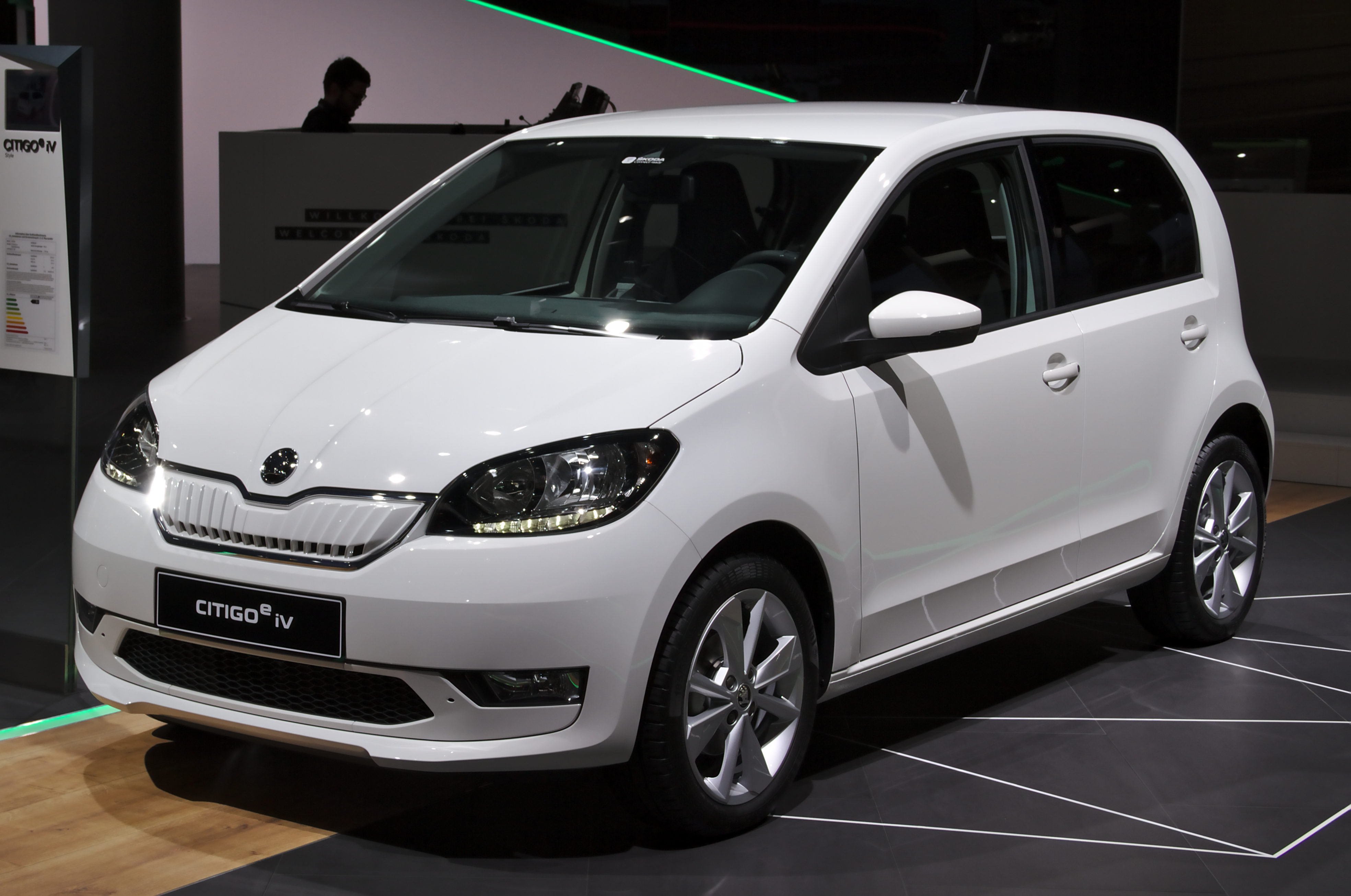
Škoda Citigo iV

Versión eléctrica así como versión de Skoda del Volkswagen e-up! cuyo inicio de ventas está previsto en 2020. Batería de 36,8 kWh y 265 km de autonomía en ciclo WLTP. Dispone de cargador CCS Combo. Motor de 82 CV y 210 Nm. Acelera de 0 a 100 km/h en 12,5 segundos.